# Garden Valley (Wisconsin)
Garden Valley è un comune degli Stati Uniti, situato in Wisconsin, nella contea di Jackson.